# 塞利亚兰瀑布

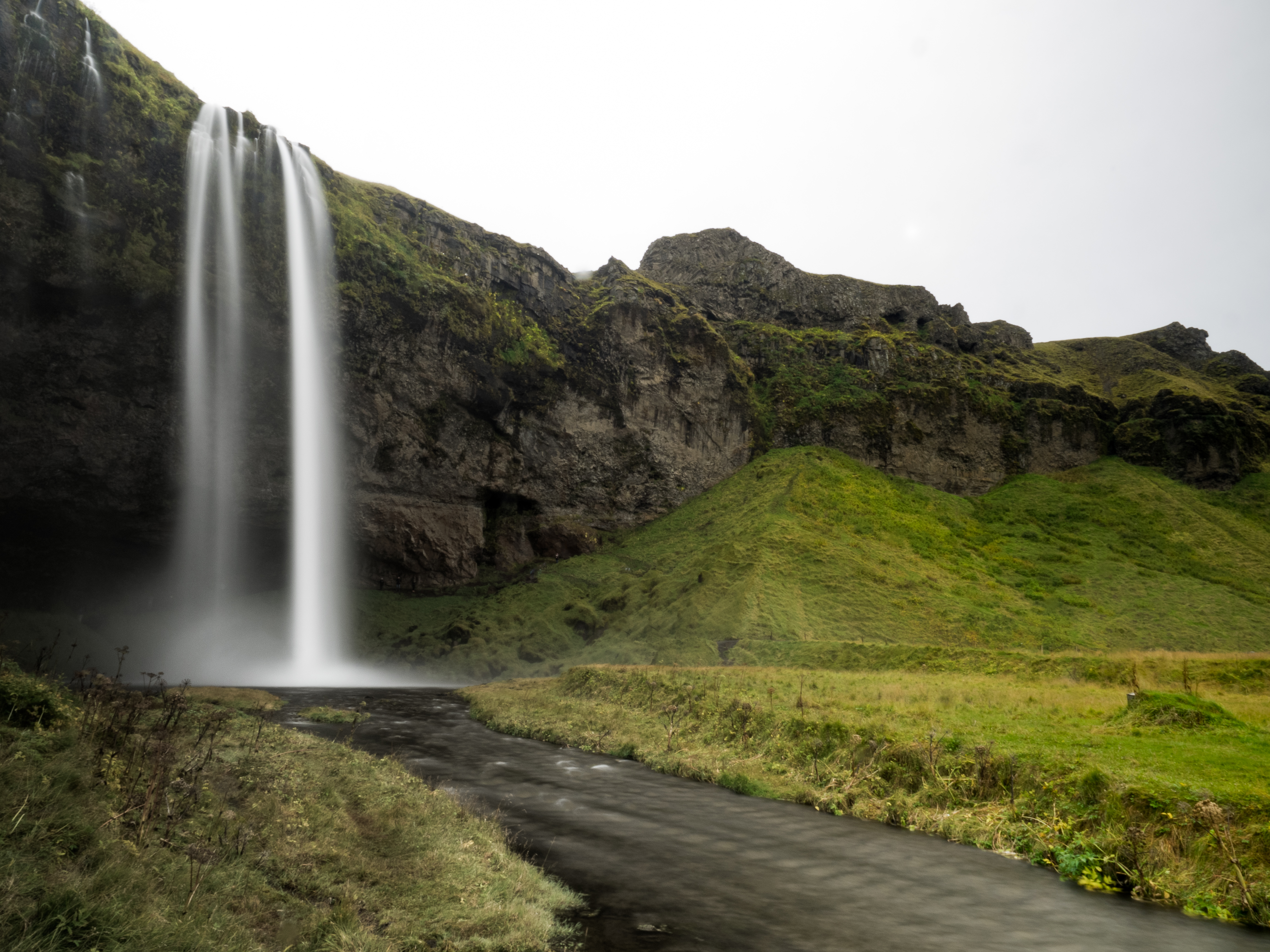
塞利亚蘭瀑布正面

塞利亚兰瀑布位于冰岛西南部南部区境内，斯科加尔以西约30公里处的塞利亚兰河上，垂直高度达60米。在瀑布后面，悬崖底部有一条可供游人穿过的小径。南临冰岛一号环岛公路，交通便利，为一处著名的旅游景点。